# Künabach
Der Künabach, auch Künbach genannt, ist ein 6,2 km langer Bach im Südschwarzwald im südwestlichen Baden-Württemberg, der bei Fröhnd-Kastel im Landkreis Lörrach von links und Osten in die Wiese mündet. Sein Oberlauf heißt Moosbächle.

## Name
Der Bach wurde im Jahr 1283 (rivus qui dicitur Kinnebach) erstmals urkundlich genannt. Nach dem Sprachwissenschaftler Albrecht Greule ist er nach dem Künaberg benannt, welcher aufgrund der kinnähnlichen Geländeformation seinen Namen erhalten habe. Andere Namensherleitungen gehen von einem Personennamen aus.

## Geographie

### Verlauf
Der Künabach entsteht zwischen dem Todtnauer Dorf Herrenschwand und dem Herrenschwander Kopf (1152,3 m ü. NN) im Süden am Waldrand nahe der Ehrsberger Straße. Auf gut seinem ersten Kilometer Lauf schlägt er einen Bogen nach Norden bis an den Rand des Todtnauer Dorfes Herrenschwand, um dann nach südlichen Rücklauf ab der bald bewaldeten Hölle in Richtung Westen weiterzufließen. Ab hier ist er dann Gemeindegrenze zwischen Fröhnd im Norden und Häg-Ehrsberg im Süden. Er passiert Hinterstadel am linken Hang, Hinterholz auf dem rechten Hang und tritt dann wieder in ein längeres Waldstück ein, ehe er sich in der Nähe von Stutz, das rechts auf der Hochebene liegt, für den letzten guten Kilometer seines Laufes nach Südwesten wendet. Hier löst auf den letzten 250 Metern die Markung der Stadt Zell im Wiesental die der Gemeinde Häg-Ehrsberg als linker Anrainer ab. 
Knapp 100 Meter vor der Mündung wird ein erheblicher Teil des Wassers dem Triebwasserkanal zum Kraftwerk Mambach zugeleitet, der bei Fröhnd-Unterkastel bereits aus der Wiese ausgeleitet wird. Der Kanal verläuft in einem Tunnel und speist das Wasserkraftwerk Mambach. Danach unterquert der Künabach die Bundesstraße 317 in einem Tunnel und mündet schließlich von links und Nordosten in die hier auf ihrem Südlauf zum Rhein eine Ostschlinge schlagende Wiese.

### Einzugsgebiet
Der Künabach entwässert ein Gebiet von etwa 10,4 km² Größe im Naturraum des Hochschwarzwaldes, das sich westlich von der Westspitze der Erhebung Beim Dreieckigen Stein bis ungefähr zur Mündung ganz im Westen über etwa 6,0 km erstreckt. Seine wenig schwankende Breite quer dazu erreicht etwa über Hinterholz hinweg ihr Maximum von etwa 2,7 km.
Die Wasserscheide zieht von der Mündung zunächst nordöstlich durch Stutz bis zum Holzer Kreuz und danach ostwärts über den Schneckenkopf (996,5 m ü. NN) und den Gescheidkopf (1064,3 m ü. NN) zum Hochgescheid (1205,2 m ü. NN); auf diesem Abschnitt konkurriert im Norden der obere Wiese-Zufluss Schleifenbach. Hier, am höchsten Punkt ihres Einzugsgebietes, kehrt sie sich nach Südosten und läuft knapp nordöstlich an Herrenschwand vorbei nach dem östlichsten Punkt des Einzugsgebietes im Westen von Beim Dreieckigen Stein (auf dem Gipfel schon etwas außerhalb: 1191,5 m ü. NN); jenseits entwässert der Weißenbach über den Prägbach ebenfalls zur Wiese. Die anschließende lange südliche Wasserscheide gegen den Angenbach läuft über die Gipfel von Herrenschwander Kopf (1152,3 m ü. NN)  und Wannenkopf (1129,3 m ü. NN). Zuletzt tritt das Einzugsgebiet des Wührelochbachs, der direkt unterhalb in die Wiese entwässert, zwischen die von Künabach und Angenbach.
Das Einzugsgebiet ist grob zur Hälfte bewaldet, meist auf den und um die größeren Höhen und längs der Bachläufe. Dazwischen liegen Rodungsinseln um Herrenschwand, Hinterstadel, Vorderholz und Stutz und eine große unbesiedelte Flurfläche zwischen Ehrsberg im Süden und dem linken Talhang am Unterlauf.

### Zuflüsse
Liste der Zuflüsse von der Quelle zur Mündung (abgefragt oder abgemessen auf der amtlichen Gewässerkarte, namenlose Bäche werden nicht berücksichtigt):
In das Moosbächle münden:
- Stadlebächle, DGKZ: 2323942, Länge: 830 m, Einzugsgebiet: ca. 0,3 km², mündet von links und Süden auf etwa 743 m ü. NHN, entspringt auf etwa 1021 m ü. NHN am Hörnle, einem Westausläufer des Wannenkopfs;
- „NN-CT9“ *, DGKZ: 2323944, Länge: 794 m, Einzugsgebiet: ca. 0,7 km², mündet von rechts und Norden auf etwa 731 m ü. NHN, entspringt auf etwa 915 m ü. NHN im Sattelwasen;
- Haldenbächle, DGKZ: 2323946, Länge: 1,548 km, Einzugsgebiet: ca. 1,5 km², mündet von links und Süden auf etwa 635 m ü. NHN, entspringt auf etwa 947 m ü. NHN im Kreuzwald, in diesen mündet:
  - „NN-PV1“ *, DGKZ: 23239462, Länge: 789 m, mündet von links und Süden auf etwa 753 m ü. NHN, Einzugsgebiet: ca. 0,5 km², entspringt auf etwa 944 m ü. NHN am Nordosthang des Berges Auf dem Köpfle.

Ab der folgenden Mündung heißt der Bach Künabach, in diesen münden:
- Tiefengraben, DGKZ: 2323948, Länge: 943 m, Einzugsgebiet: ca. 0,6 km², mündet von rechts und Norden auf etwa 626 m ü. NHN, entspringt auf etwa 845 m ü. NHN am Nordhang des Schneckenkopfs;
- Bindstöcklegraben, DGKZ: 23239492, Länge: 1,044 m, Einzugsgebiet: ca. 0,6 km², mündet von links und Südosten auf etwa 504 m ü. NHN, entspringt auf etwa 730 m ü. NHN am Westausläufer des Berges Auf dem Köpfle.

### Flusssystem Wiese
- Fließgewässer im Flusssystem Wiese

## Wasserkraftnutzung
Die unterhalb von Hinterstadel gelegene Fröhnder Klopfsäge wird vom Künabach angetrieben. Dem Wasserkraftwerk Mambach wird über einen unterirdischen Kanal der größte Teil des Wassers des Künabachs zugeleitet.